# 丰塔讷
丰塔讷（法語：Fontannes，法語發音：[fɔ̃tan]）是法国上卢瓦尔省的一个市镇，位于该省西部，属于布里尤德区。

## 地理
丰塔讷（45°17'21"N, 3°25'29"E）面积9.77 平方千米，位于法国奥弗涅-罗讷-阿尔卑斯大区上盧瓦爾省，该省份为法国中南部省份，北起多姆山省和卢瓦尔省，西接康塔爾省，南至洛泽尔省，东临阿尔代什省。
与丰塔讷接壤的市镇（或旧市镇、城区）包括：布里尤德、沙尼亚、拉莫特、拉沃迪约、旧布里尤德。

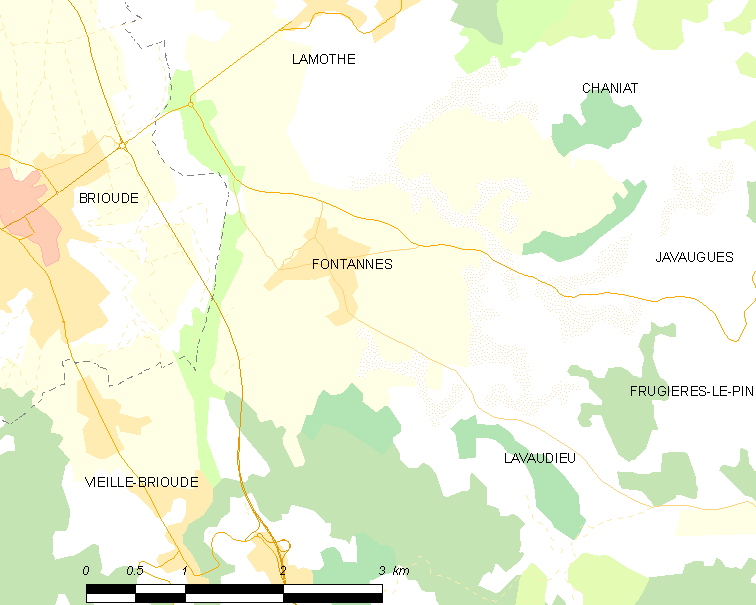
丰塔讷的OSM定位图

丰塔讷的时区为UTC+01:00、UTC+02:00（夏令时）。

## 行政
丰塔讷的邮政编码为43100，INSEE市镇编码为43096。

## 政治
丰塔讷所属的省级选区为布里尤德县。

## 人口

1962-2008年间丰塔讷人口变化图示

丰塔讷于2022年1月1日时的人口数量为878人。